# Ædelkortlæbe
Ædelkortlæbe (Teucrium chamaedrys) er en lille, vintergrøn dværgbusk med en stiv, opret vækstform. Ædel-Kortlæbe er rigt blomstrende - sent på sæsonen. Kortlæbe er sart over for danske vintre med skift mellem tø og frost. På veldrænet bund er den dog fuldt hårdfør.

## Beskrivelse
Skuddene er først lysegrønne og hårede, men snart bliver de rødlige og kantede. Bladene er modsatte og ovale med lang spids. Bladranden er tandet, og oversiden er blank og mørkegrøn. Undersiden er lyst grågrøn. De små, lyserøde blomster ses fra juli og indtil september. De sidder i bladhjørnerne og ved skudspidsen. Frøene modner sjældent eller aldrig i Danmark.
Rodnettet er kraftigt og meget dybtgående.
Højde x bredde og årlig tilvækst: 0,25 × 0,25 m (10 × 10 cm/år).

## Hjemsted
Ædelkortlæbe stammer fra tørre, kalkrige stepper og bjergskråninger i Central-, Øst- og Sydeuropa. Vulkanen Damavand ligger i den centrale del af Alborzbjergene. På dens skråninger findes en række plantezoner (subalpin, alpin og nival). I 2.450 m højde er gennemsnitstemperaturen 9 °C. (svingende mellem et augusttal på 24,2 °C og et januartal på -4 °C). De nordvendte skråninger er påvirket af kold polarluft, men en mildnende indflydelse med fugtig luft fra det Kaspiske hav. Her vokser arten sammen med bl.a. Aegilops triuncialis (en art af gedeøje), almindelig brunelle, almindelig guldstjerne, almindelig katost, almindelig kattehale, almindelig kællingetand, Anemone biflora (en art af anemone), bibernelle, bjergrug, bjergstenfrø, broget salvie, Cotoneaster nummularioides (en art af dværgmispel), Dianthus libanotis (en art af nellike), Eremurus spectabilis (en art af steppelys), farvegåseurt, filtet soløje, giftig kronvikke, græsk ene, gul reseda, gul snerre, havemalurt, hunderose, kaspisk tamarisk, kaukasisk nældetræ, lammeøre, Lonicera iberica (en art af gedeblad), lucerne, markstenkløver, matrem, Matthiola farinosa (en art af levkøj), mosebunke, soløjealant, Prunus pseudoprostrata (en art af kirsebær), sommeradonis, strandkrageklo, sølvpotentil, tofarvet krokus, toraklet ledris, Trisetum rigidum (en art af guldhavre), Tulipa montana (en art af tulipan), Valeriana sisymbriifolia (en art af baldrian) og ægyptisk pil. 

## Galleri
- Unge blade
- Blomster
- Vækstform
- Habitat

| Portal | Portal:Botanik |